# تأثير قمري
التأثير القمري (بالإنجليزية: lunar effect)‏ هو علاقة متبادلة –حقيقية أو متخيلة- بين المراحل المحددة للدورة القمرية، التي تستغرق مدة مقدارها نحو 29.5 يومًا، وبين التغيرات السلوكية والفيزيولوجية للكائنات الحية على كوكب الأرض، بما فيها البشر. قد يعتمد هذا التأثير المزعوم في بعض الحالات على عوامل خارجية، مثل كمية ضوء القمر. وفي حالات أخرى، مثل دورة الحيض شبه الشهرية لدى البشر (وليس بقية الثدييات)، لا يوجد ارتباط بين مصادفة التزامن في التوقيت وأي تأثير قمري معروف.
لقد عاين عددٌ معتبر من الدراسات هذا التأثير على البشر. فبحلول أواخر ثمانينيات القرن العشرين، كان ثمة 40 دراسة منشورة على الأقل حول هذا الارتباط المزعوم بين القمر والجنون، إضافة إلى 20 دراسة منشورة أخرى على الأقل حول العلاقة المزعومة بين القمر ومعدل المواليد. وقد أتاح ذلك المجالَ لإنجاز عدة مراجعات أدبية موسعة وتحليلات شمولية، لم تتوصل إلى أي علاقة متبادلة بين دورة القمر والبيولوجيا أو السلوك البشريين.

## أصول المعتقَد
لقد عُثر على أمثلة لهذا المعتقَد في الكتابات الآشورية والبابلية القديمة.
وتأخذ الكلمة اللاتينية المتأخرة «lunaticus» معنًى ثانويًا هو «المتعرض لضربة قمر»، وهذا تعبير درج استخدامه في الغرب للدلالة على الجنون أو الخبل.

## المجالات
لقد ظهرت مزاعم علاقة التأثير القمري ضمن مجالات متعددة، تتضمن الخصوبة ومعدل المواليد وفقدان الدماء والسلوك البشري وجودة النوم، إضافةً إلى جوانب تتعلق بالحيوانات والنباتات.

### الخصوبة
ثمة اعتقاد شائع بأن للقمر علاقة بالخصوبة بسبب توافق دورته مع دورة الحيض البشرية التي تكون مدتها 28 يومًا وسطيًا، غير أنه لم يثبت وجود رابط بين الإيقاع الزمني للقمر وبين الحيض عند البشر بشكل حاسم، وعلى الأرجح أن يكون تشابه المدة بين الدورتين محض مصادفة.

### معدل المواليد
لقد أجرِيت ثلاث دراسات بين عامي 1959 و1973 توصلت إلى نتيجة مفادها وجود زيادة تبلغ نسبة واحد بالمئة في معدل المواليد في نيويورك عقب اكتمال القمر، غير أنه ثمة عدة دراسات لم تجد رابطًا بين معدل المواليد وأطوار القمر. في عام 1957، أجري تحليل على 9,551 حالة ولادة في دانفيل، بنسيلفانيا، ولم يُفضِ إلى إثبات علاقة متبادلة بين معدل المواليد وطور القمر. وعند الرجوع إلى سجلات 11,961 حالة ولادة حية و8,142 حالة ولادة طبيعية (غير مستحثة باستخدام العقاقير أو الجراحة القيصرية) على امتداد فترة 4 سنوات (1974-1978) في مستشفى جامعة كاليفورنيا، لوس أنجلوس، لم يتضح وجود ارتباط من أي شكل بدورة أطوار القمر. وعلى نفس الشاكلة، لم يُثبت تحليلٌ أجري على 3,706 حالات ولادة عفوية (باستبعاد الولادات الناتجة عن استحثاث المخاض) في عام 1994 وجود أي علاقة متبادلة مع الطور القمري. ولدى مراجعة توزّع 167,956 حالة ولادة مهبلية عفوية، بعد حمل لمدة 37 إلى 40 أسبوعًا، في فينيكس، أريزونا بين عامي 1995 و2000، لم تظهر علاقة تربط نسبة الولادات بطور القمر. ولم يكشف تحليل أجري على 6,725 حالة ولادة (بين عامي 2000 و2006) في هانوفر عن علاقة ذات مغزى بين معدل المواليد والطور القمري. وأظهرت مراجعة واسعة لـ21 دراسة من سبع دول مختلفة أن معظم الدراسات توصلت إلى عدم وجود علاقة مع الطور القمري، وأن الدراسات التي خلصت إلى نتائج إيجابية كانت متضاربة في ما بينها. وعلى نحو مشابه، لم تُظهر مراجعة أجريت لِستّ دراسات أخرى من خمس دول مختلفة دليلًا على وجود علاقة بين معدل المواليد والطور القمري.

### فقدان الدماء
يُزعم أحيانًا أن الجراحين اعتادوا أن يرفضوا إجراء العمليات خلال طور اكتمال القمر بسبب ارتفاع خطورة وفاة المريض نتيجةً للفقد الدموي. وأورد فريقٌ في برشلونة، إسبانيا تقريرًا أفاد بوجود علاقة متبادلة ضعيفة بين الطور القمري وحالات القبول الاستشفائية الناتجة عن نزوف هضمية، لكن ذلك صحيح فقط عند المقارنة بين أيام اكتمال القمر من جهة وبين جميع أيام القمر غير المكتمل الأخرى مجتمعة من جهة أخرى. وقد تعرضت هذه المنهجية للانتقاد، إذ تختفي الدلالة الإحصائية للنتائج إن أقيمت المقارنة بين اليوم 29 من الدورة القمرية (اكتمال القمر) وبين واحد من الأيام 9 أو 12 أو 13 أو 27 منها، التي تسجل جميعها أعدادًا متساوية تقريبًا من حالات القبول في المستشفيات. وأقر الفريق الإسباني بأن التنوع الواسع في أعداد حالات القبول خلال أيام الدورة القمرية المختلفة قد قلص إمكانية تأويل النتائج إلى إجابة ذات مغزى.
في أكتوبر 2009، أكد السياسي البريطاني ديفيد تريدينيك قائلًا إنه خلال اكتمال القمر «لن يجري الجراحون عمليات لأن تخثير الدم لا يكون فعالًا، وعلى الشرطة أن توزع المزيد من العناصر في الشوارع». وقال ناطق باسم كلية الجراحين الملكية إنهم «يضحكون حتى ينقلبوا على ظهورهم» من الرأي الذي يرى أنهم لا يستطيعون إجراء العمليات عند اكتمال القمر.

### السلوك البشري

#### الاضطراب النفسي
توصلت دراستان اثنتان إلى أدلة على أن ذوي الاضطرابات النفسية –مثل الفصام- يُظهرون عمومًا نسبة 1.8% (تُعتبر النسب الأقل من 2.0 بالمئة غير موضوعية إحصائيًا) من الزيادة في العنف أو النوبات العدائية خلال اكتمال القمر، غير أن هنالك دراسة أحدث لم تجد علاقة من هذا النوع بالنسبة إلى لبشر غير الفصاميين. ووجد تحليل أجري لبيانات الصحة النفسية تأثيرًا هامًا لأطوار القمر، لكن فقط على مرضى الفصام. ولا تتعلق هذه التأثيرات بالضرورة بظهور القمر بشكل مباشر.

#### الصرع
توصلت دراسة أجريت على الصرع إلى وجود علاقة سلبية متبادلة هامة بين عدد النوبات الوسطي في اليوم وبين النسبة المضاءة من القمر، لكن هذه العلاقة اختفت حين وُضع الصفاء المحلي لسماء الليل تحت السيطرة، ما يقترح أن صفاء السماء الليلية، لا الطور القمري، هي ما يؤثر فيه حدوث نوبات الصرع لدى الحالات المتقدمة من الصرع الحساس للضوء.

#### الانضباط والالتزام بالقانون
في يونيو 2007، أعلن ضباط شرطة كبار في برايتون بالمملكة المتحدة أنهم يخططون لنشر المزيد من العناصر خلال الصيف في سبيل مجابهة الاضطرابات التي يعتقدون أنها مرتبطة بالدورة القمرية، وقد جاء هذا الإعلان عقب بحث أجرته شرطة مقاطعة ساسكس توصل إلى وجود ارتفاع في جرائم العنف عند اكتمال القمر. وقال ناطق باسم شرطة المقاطعة: «إن البحث الذي قمنا به أظهر علاقة متبادلة بين حوادث العنف واكتمال القمر»، وتحدث ضابط شرطة مسؤول عن البحث إلى بي بي سي قائلًا: «وفقًا لخبرتي التي تمتد على 19 عامًا في سلك الشرطة، يبدو مما لا شك فيه أن أصحاب السلوكيات الغريبة يزدادون عنادًا وميلًا إلى الجدال عند اكتمال القمر».
وقد عزت الشرطة في أوهايو وكنتاكي الارتفاع المؤقت لعدد الجرائم إلى اكتمال القمر. وفي يناير 2008، تحدثت وزيرة عدل نيوزيلندا، أنيت كينغ، عن تفشٍ مفاجئ في حوادث الطعن ضمن البلاد قد يكون سببه الدورة القمرية.
وأجري تحليل على بلاغات أفادت بوجود علاقة متبادلة بين طور القمر وعدد جرائم القتل في مقاطعة داد، توصل إلى أن البيانات لا تدعم هذه البلاغات التي اعتبرها ناتجة عن عمليات إحصائية مضللة وغير ملائمة.

#### وفيات الدراجات النارية
وجدت دراسة أجريت على 13,029 سائق دراجة نارية لقوا حتفهم في حوادث ليلية أن الوفيات تزيد بنسبة 5.3% في الليالي مكتملة القمر مقارنةً بغيرها. وخمن الباحثون أن الزيادة قد تعزى إلى التشتيت البصري الذي يسببه القمر، لا سيما حين يكون قريبًا من الأفق ويظهر على نحو مفاجئ بين الأشجار وعند المنعطفات وما شابه ذلك.

#### السياسة
اقترح غاي كريمر، رئيس شركة يونايتد ديناميكس لعلوم الفضاء، احتمال أن يكون اكتمال القمر قد أثر على سلوك الناخبين ضمن الانتخابات الرئاسية الأمريكية في عام 2000.

#### البورصة
سعت عدة دراسات إلى برهنة أن متوسط عائدات سوق البورصة يكون أعلى بكثير خلال نصف الشهر الأقرب إلى طور المحاق مقارنةً بنصفه الأقرب إلى اكتمال القمر. ولم تخضع أسباب ذلك للدراسة، غير أن الباحثين يقترحون احتمال ارتباط ذلك بالتأثيرات القمرية على المزاج. وتوصلت دراسة أخرى إلى نتائج مناقضة، مما وضع هذه المزاعم في موضع الشك.

## المنبع
لا زال المنبع الرئيسي لهذه المعتقدات مجهولاً إلاّ أنه قد انتشر لقرون عدّة. المصطلح «سيليني» أو قمري يوناني الأصل جاء من إلهة القمر التايتانية بحسب الميثولوجيا الإغريقية القديمة.
لاتزال آلهة القمر الرومانية تحمل اسماً مألوفاً لنا اليوم: فكلمة "lunatic" أي الجنون والطيش مشتقة من كلمة "Luna" وهى إلهة القمر في الميثولوجيا الرومانية. وقد أشار كلاً من الفيلسوف اليونانى (أرسطو) والمؤرخ الرومانى (پلينى الأكبر) إلى أن الدماغ عضو مائي"moistest" في الجسم ولذلك فهو أكثر عرضة للتأثيرات الضارة للقمر التي تسببها ظاهرة المد والجزر. وعندما أشتهر بين الناس علي نطاق واسع التحول إلى مصاصين دماء أو مستذئبيين أثناء أكتمال القمر، استمر الاعتقاد ب (التأثير القمري الجنوني) أو (تأثير ترانسيلفانيا) كما كان يسمى في بعض الأحيان في أوروبا خلال العصور الوسطى.
قدر بعض المؤلفيين المعاصرين مثل الطبيب النفسى (ارنولد ليبير Arnold Lieber) أن التأثيرات المفترضة لاكتمال القمر على السلوك تنشأ من تأثيره علي المياه في الجسم. لكن ذلك التأثير يفند من نقاط عديدة منها ما أشار له عالم الفلك جورج أبيل إلى ان تأثير القوة التي يحدثها القمر علينا أقل من تأثير بعوضة واقفة على ايدينا، كما أن تأثير القمر يكون على المسطحات المائية الكبيرة فقط ولا يشمل اموراً كالدماغ، وايضاً ما يُناقض الادعاء أن الجاذبية القمرية تكون في أوجها عندما يظهر القمر الجديد (الهلال) واثناء القمر المكتمل رغم ذلك فلا أحد يروج لخرافة حول تأثير الهلال.

## أبحاث علمية حول النظرية
لقد سلبت فكرة التأثير القمري عقول الكثيرين وجرت على إثرها العديد من التجارب والدراسات. بالرغم من ذلك فإن معظم التجارب خرجت بنتائج سلبية ولم تؤكد أي صلة بين المتغيرات، وبالتالي دحضت هذه الفرضيات.
هناك أيضاً بعض الدراسات التي خرجت بنتائج داعمة للنظرية بحسب تصريحات باحثيها. فمثلاً اسنتتجت أحد الدراسات أن المصابون بمرض الفصام بدا عليهم تدهوراً ملحوظاً في جودة حياتهم ومشاكل عقلية أثناء اكتمال القمر (البدر).
ذهب بعض الباحثين إلى أبعد من ذلك حيث أعلنوا أن هناك صلة وثيقة بين التغيرات الفيزيوليجية كالأشخاص المصابون بنوبات صرع وغير المصابون بها وبين مرحلة البدر من خلال تجارب أجروها. خرجت إحدى الدراسات ببيانات إحصائية حول النزف الهضمي بين الذكور خصوصاً في مثل هذا الوقت. ومع ذلك فإن كل هذه النتائج كانت مبنية على شريحة مصغرة من الدراسات.
من جهة أخرى فإن الغالبية العلمية من الأبحاث تبدوا وكأنها تدحض نظرية التأثير القمري تماماً. عالم النفس إيفان كيلي من جامعة ساسكاتشيوان وعلماء آخرون أجرو حوالى 37 دراسة تحليلية للربط بين أطوار القمر الأربعة وبين السلوك البشري. كشفت هذه الدراسات عدم وجود أي صلة، واحتوت نصف هذه الدراسات على خطأ إحصائي واحد على الأقل تقريبا. قيم كل من كيلي ورفقاؤه إحدى وعشرون دراسة لمواليد مقترنة بطور القمر ولم يجدوا أي صلة بها. (Diefendorf 2007:113)
أجرى كلاً من عالم النفس (جيمس روتون James Rotton) – من جامعة فلوريدا الدولية Florida International University - وعالم الفلك (روجر كلفر Roger Culver)- من جامعة ولاية كولورادوColorado State University- وعالم النفس (إيفلن كيلي Ivan W. Kelly) – من جامعة ساسكاتشوان University of Saskatchewan- بحوث موسعة بشأن أي السلوكيات متسقة مع تأثير اكتمال القمر. ولم يحصلوا على نتائج في جميع الحالات. وجدوا بالجمع بين نتائج الدراسات المتعددة واعتبارها دراسة واحدة ضخمة- إجراء تحليل إحصائي ميتا meta - أن الأقمار الكاملة غير مرتبطة تماماً بمجموعة الأحداث الغريبة من ارتكاب الجرائم، الانتحار، المشاكل النفسية، ومكالمات مركز إدارة الأزمات. عام 1985 في استعراض ل 37 دراسة بعنوان«الكثير من اللغط حول اكتمال القمر Much Ado about the Full Moon»، التي ظهرت في واحدة من المجلات الرائدة في علم النفس - Psychological Bulletin- ودع (روتون Rotten) و (كيلى Kelly) تأثير القمر الكامل. وانتهت الدراسة بأنه ليس هناك ضرورة لإجراء مزيد من الابحاث بذلك الشأن.
البحث أثبت أن العديد من الناس يقعون ضحية لظاهرة وصفها عالمان النفس (ماديسون لورين Madison Loren) و (جان تشابمان Jean Chapman) – من جامعة ويسكونسن University of Wisconsin – بأنها «رابطة وهمية». على سبيل المثال: يصر العديد من الأشخاص الذين لديهم آلام في المفاصل أن آلامهم تزداد أثناء الطقس الممطر، بالرغم من أن الابحاث لم تؤكد هذا. مثل السراب المائي الذي نلاحظه على الطرق السريعة خلال أيام الصيف الحارة، حيث تخدعنا «الارتباطات الوهمية» بإدراك الظواهر في غيابها.
تنتج العلاقات الوهمية في جزء من عقلنا يميل إلى استحضار وتذكر أحداث بعينها أكثر من غيرها.عندما يكون هناك «بدر»، ويحدث شيء غريب نلاحظه، نتذكره عادة بعد ذلك ونخبر الآخرين عنه. ونحن نفعل ذلك؛ لأن مثل تلك الحوادث تتناسب مع أفكارنا المسبقة بهذا الشأن. في الواقع، أظهرت إحدى الدراسات أن مُمرضي الطب النفسي الذين يؤمنون بالتأثير القمري، قد كتبوا المزيد من الملاحظات بشأن السلوكيات الغريبة للمرضى أكثر ممن لا يؤمنون به. وفي المقابل عندما يكون هناك «البدر» ولا يحدث شيء غريب، سرعان ما يتلاشى ذلك – اللاحدث- من الذاكرة. وكنتيجة لاختيار ما يتم تذكُره؛ ندرك بشكل خاطيء وجود رابطة بين الأقمار الكاملة وعدد لا يحصى من الأحداث الغريبة.

## إنظر أيضا
- علوم زائفة
- خرافة
- ظاهرة 2012
- أرض مجوفة